# Hey hey, my my (Into the black)
Hey hey, my my (Into the black) is een lied van Neil Young. Hij bracht het in 1979 met Crazy Horse uit op een single met My my, hey hey (Out of the blue) op de B-kant. Beide nummers zijn grotendeels gelijk, alhoewel de tekst van beide iets afwijkt. Daarnaast is het eerste nummer elektronisch en het tweede akoestisch.
Hetzelfde jaar verscheen het op hun album Rust never sleeps. De single bereikte nummer 79 in de Amerikaanse Billboard Hot 100 en nummer 35 in Denemarken.
Het lied gaat over de veroudering van de muzikant en de keuze om al dan niet door te gaan met het maken van vergelijkbare muziek. In het lied haalt hij The King (Elvis Presley) en Johnny Rotten aan.
De Finse hardrockband Negative had in 2005 in eigen land een nummer 1-hit met dit nummer. Verder verscheen een cover op de B-kant van de single Stay young (1998) van Ultrasound. Daarnaast brachten een groot aantal artiesten een cover uit op een album, onder wie de Engelse rockband Oasis (Familiar to millions, 2000) en de Schotse band Big Country (Under cover, 2001).
Kurt Cobain van Nirvana, een grote fan van Neil Young, citeerde de zin it's better to burn out, than to fade away uit My my, hey hey (out of the blue), in zijn afscheidsbrief. Young was door dat citaat heel erg van slag. Later schreef hij over diens zelfmoord Sleeps with angels (1994).